# Bad Langensalza
Bad Langensalza (hist. Salza) – miasto uzdrowiskowe w Niemczech, w kraju związkowym Turyngia, w powiecie Unstrut-Hainich. Miasto wyróżnia się średniowiecznym charakterem, a jego krajobraz kształtują zachowane fragmenty historycznych murów miejskich z 17 wieżami. Oprócz licznych domów z muru pruskiego, w Bad Langensalza znajdują się wieże i portale z lokalnego trawertynu.
W centrum miasta rozciąga się zielony pas, w którego skład wchodzi 11 tematycznych ogrodów, tworzących unikalny krajobraz. Imponujący system wodny, którego źródłem jest rzeka Salza, przypomina o dawnej roli miasta jako ośrodka młynarskiego. W pobliżu Bad Langensalzy leży Park Narodowy Hainich, znany z licznych szlaków turystycznych i ścieżki w koronach drzew przy Thiemsburgu.  

## Historia
Najstarsza wzmianka o osadzie pochodzi z ok. 932 roku jako Salzaha. W 1075 w pobliżu Salzy miała miejsce bitwa, w której król Niemiec Henryk IV Salicki zwyciężył Sasów. W 1212 Salza uzyskała prawa miejskie. Po traktacie lipskim w 1485 znalazła się we władaniu albertyńskiej linii Wettynów. Od XVI wieku pod nazwą Langensalza. Miasto zostało splądrowane w trakcie wojny trzydziestoletniej. W latach 1697–1763 Langensalza była jednym z najbardziej na zachód położonych miast znajdujących się pod panowaniem królów Polski Augusta II Mocnego i Augusta III Sasa. Pamiątką z tego okresu jest pocztowy słup milowy z 1729 z monogramem Augusta II (AR – Augustus Rex – Król August), stojący na ulicy Marktstraße. W 1711 miasto ucierpiało z powodu pożaru. Spłonął m.in. ratusz, który odbudowano w l. 1742-1752. W trakcie wojny siedmioletniej w 1761 miejsce potyczki Francuzów z siłami prusko-hanowerskimi. Od 1806 w granicach Królestwa Saksonii, połączonego w l. 1807-1815 unią z Księstwem Warszawskim. 

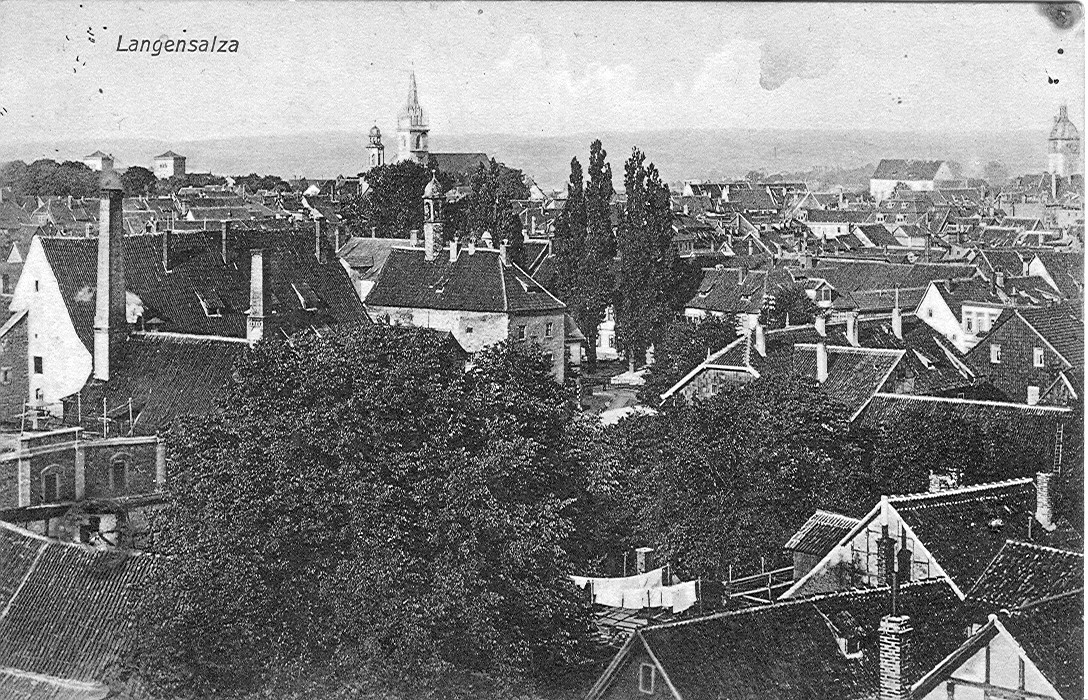
Langensalza ok. 1914 roku

Na mocy postanowień kongresu wiedeńskiego w 1815 Langensalza została przyłączona do Prus. W 1866 miejsce bitwy prusko-hanowerskiej. Od 1871 część Niemiec. W kwietniu 1945 miasto zostało zdobyte przez Amerykanów, a następnie w lipcu przekazane Sowietom. Znalazło się w granicach radzieckiej strefy okupacyjnej Niemiec, z której w 1949 utworzono NRD. Od 1952 administracyjnie przynależało do okręgu Erfurt. Od 1956 miasto funkcjonuje pod nazwą Bad Langensalza. Od 1990 w granicach Wolnego Kraju Turyngii Republiki Federalnej Niemiec. W 1992 do miasta przyłączono miejscowości Eckardtsleben i Illeben, w 1993 Grumbach, Henningsleben, Waldstedt, Wiegleben, a w 1994 Aschara, Großwelsbach, Merxleben, Nägelstedt, Thamsbrück (wcześniej samodzielne miasto) i Zimmern. 1 stycznia 2019 przyłączono do miasta gminę Klettstedt.

## Uzdrowisko
Odkrycie źródeł siarkowych w 1811 roku zapoczątkowało rozwój uzdrowiskowy, a w 1956 roku Bad Langensalza uzyskała status uzdrowiska. W 1812 roku powstał pierwszy dom kąpielowy, a w 1928 roku otwarto dom kuracyjny. W 1998 roku uruchomiono Klinikę Rehabilitacyjną „An der Salza”, a w 1999 roku – Friederiken Therme. Od 2002 roku miasto nosi tytuł „Miasto Róż”, a w 2005 roku uzyskało miano „Uzdrowiska Siarkowo-Solankowego”. W 2011 roku Bad Langensalza zostało wyróżnione tytułem „Najpiękniejszego Miasta Europy”.

## Zabytki
- Słup milowy z 1729 z monogramem króla Polski Augusta II Mocnego
- Ratusz
- Kamienice w centrum miasta
- Mury miejskie
- Kościół św. Bonifacego
- Kościół św. Trójcy(inne języki) z XVIII w.
- Zamek Dryburg
- Kościół św. Stefana
- Kościół śś. Piotra i Pawła w Wiegleben(inne języki) z XVII w.
- Kościół św. Trójcy w Illeben

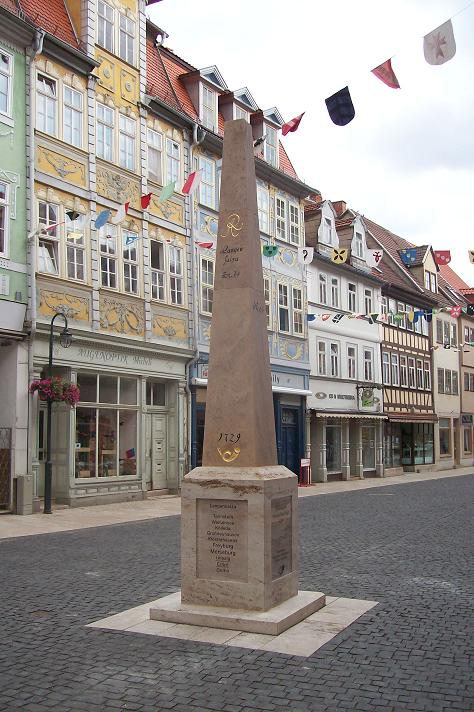
Słup milowy króla Augusta II
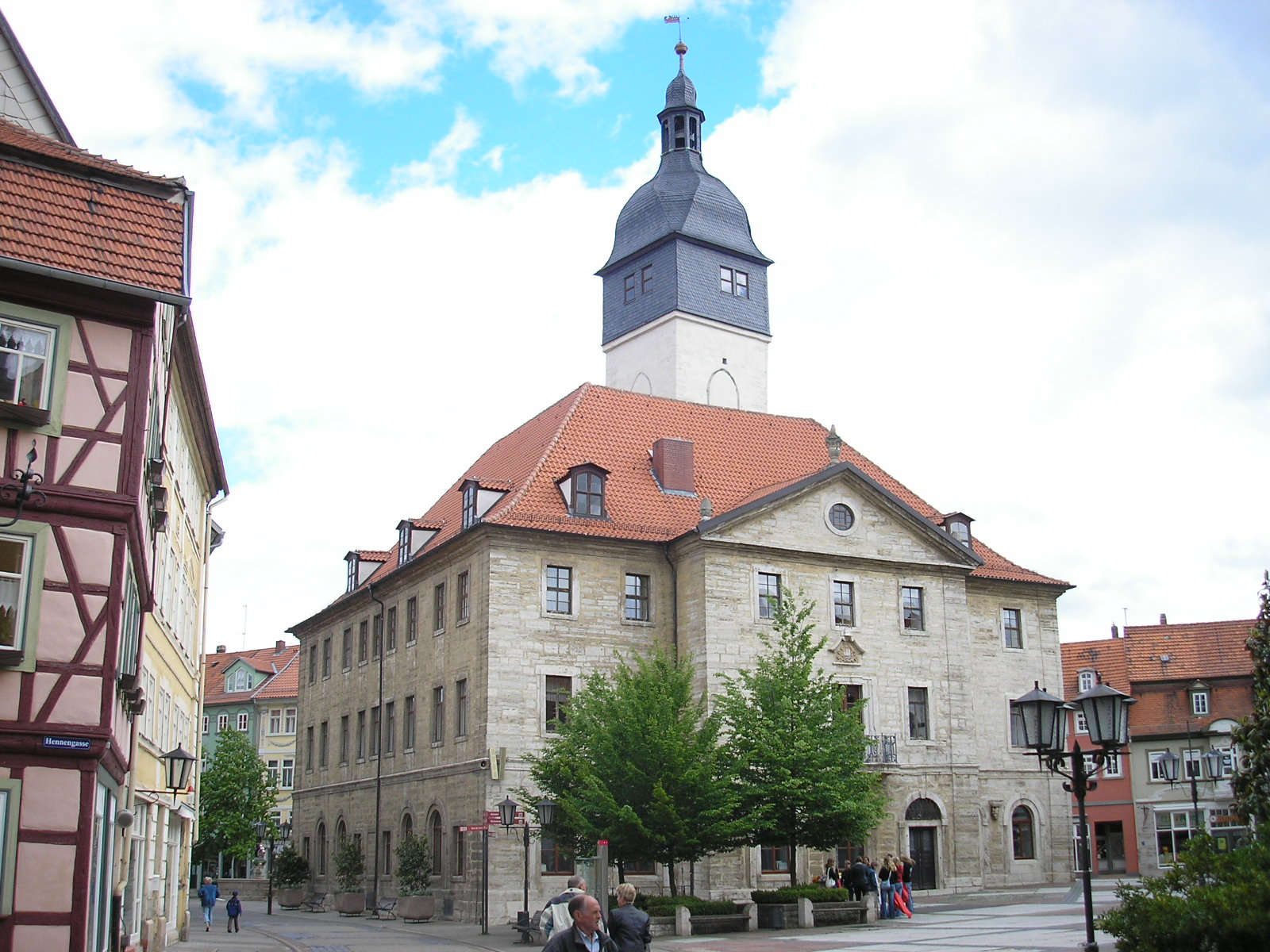
Ratusz
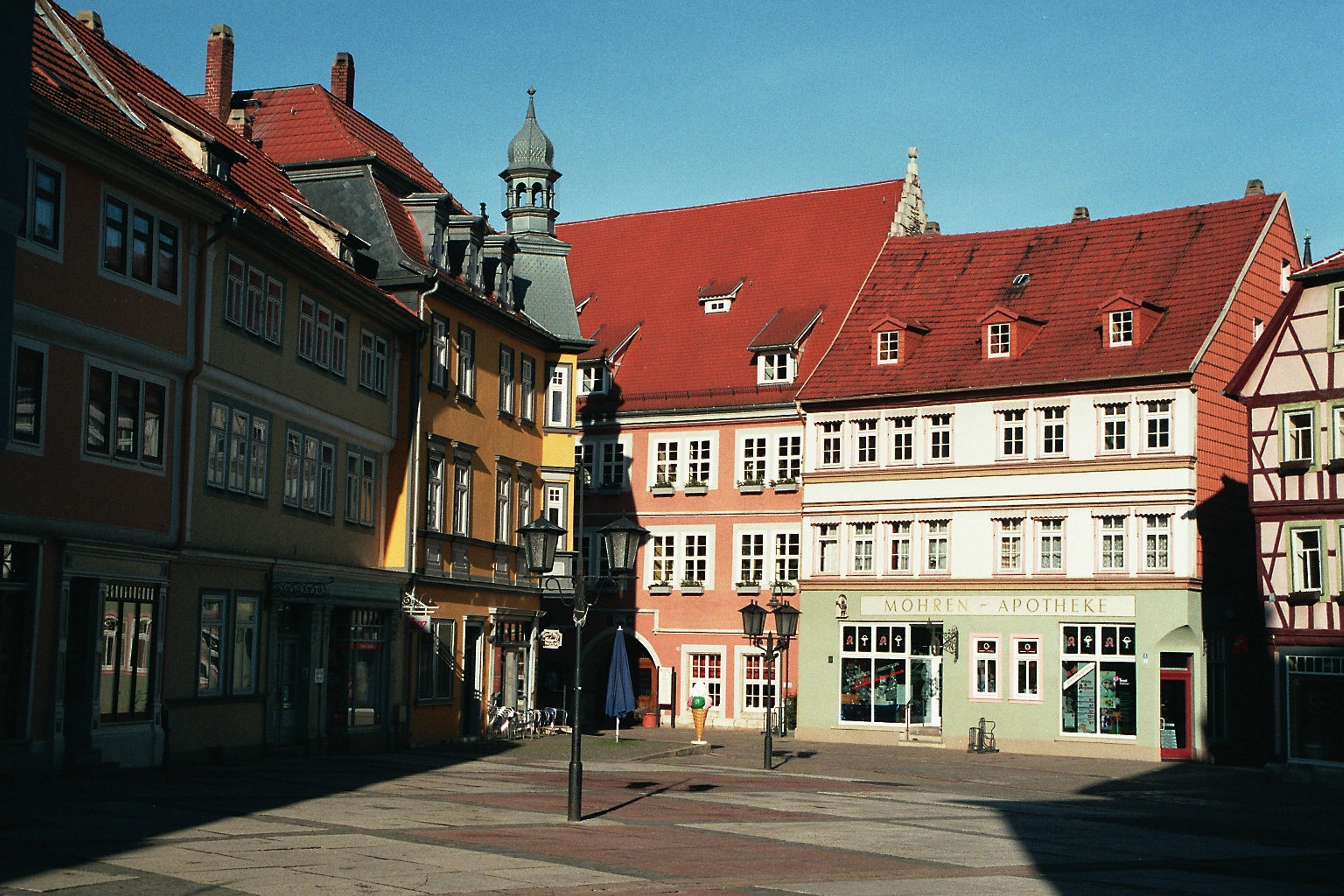
Nowy Rynek
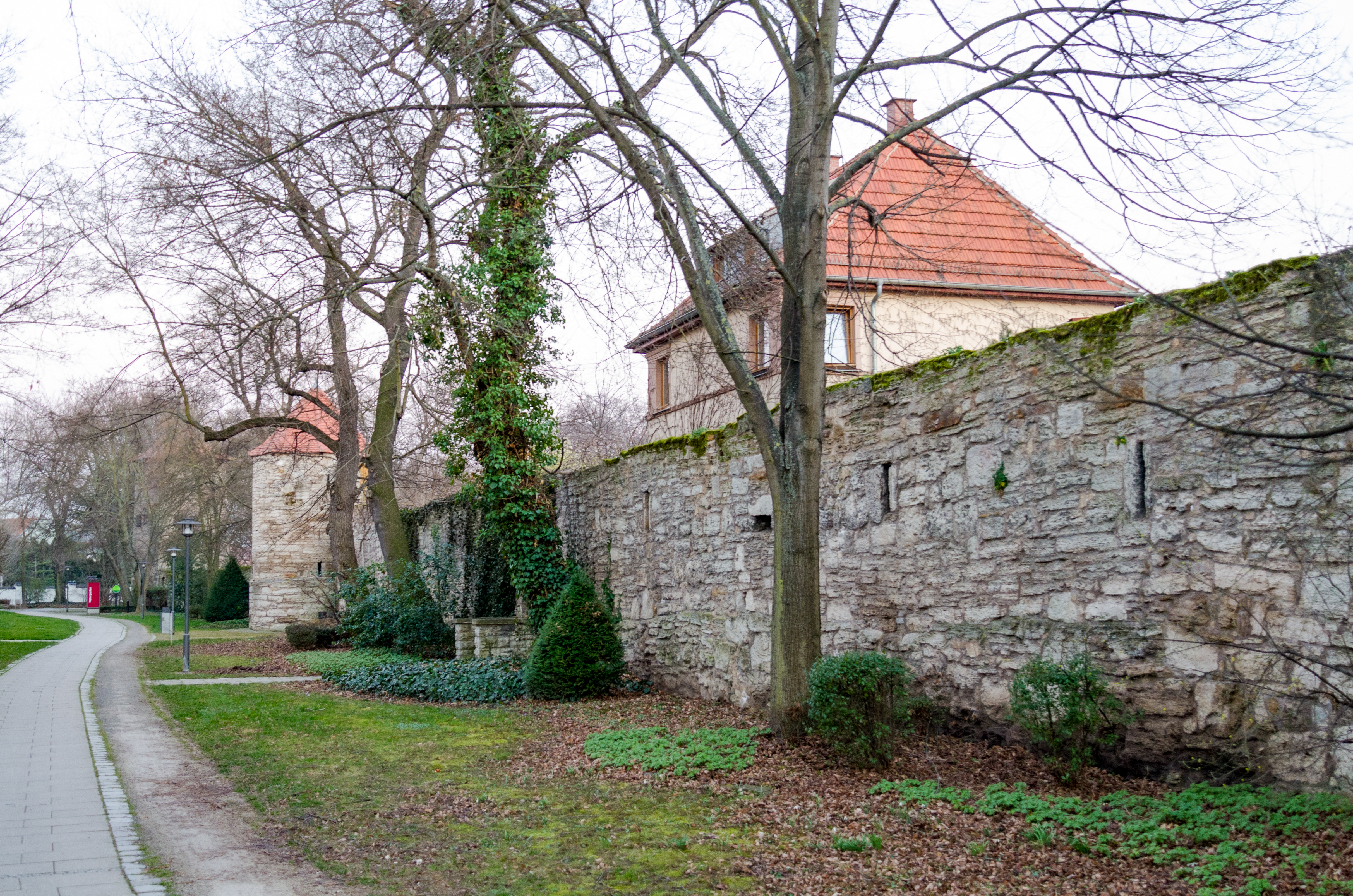
Mury miejskie

## Kultura

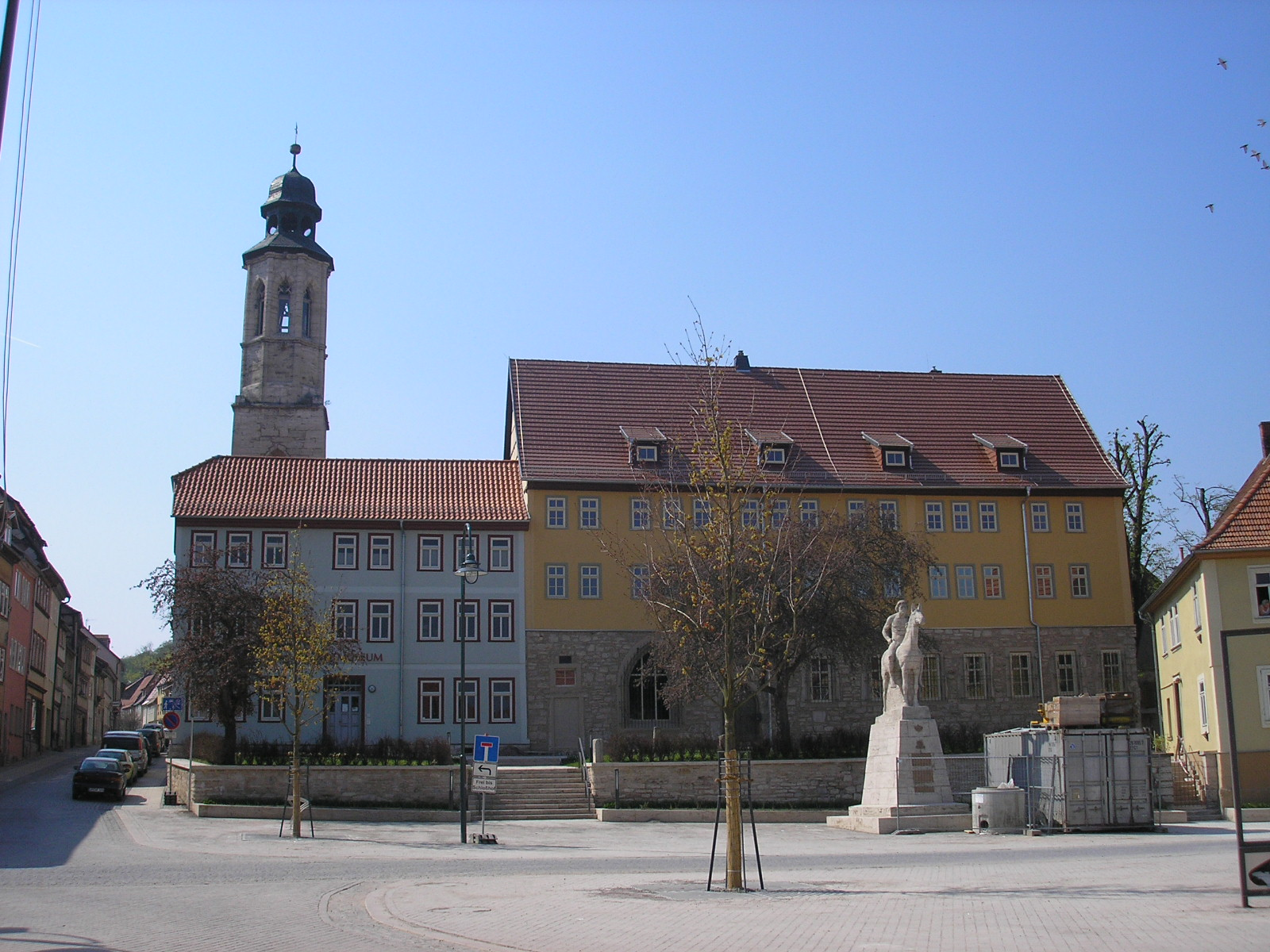
Muzeum Miejskie

- Muzeum Miejskie (Stadtmuseum Bad Langensalza)
- Apothekenmuseum
- Centrum Kultury

## Współpraca
Miejscowości partnerskie:
- Bad Nauheim, Hesja
- Oostkamp, Belgia